# 岡雅一
岡 雅一（おか まさかず）は、日本の撮影技師。横浜放送映画専門学院（現・日本映画大学）卒業。

## 主な作品
- OV『日本極道史 残侠の盃』（1995年）
- OV『女・仕事人 望みかなえます。』（1996年）
- アニメ『どんぐりの家』（1997年）
- TV『松本清張スペシャル・恐喝者』（1997年）
- TV『真・女神転生 デビルサマナー』（1997年）
- TV『美少女新世紀 GAZER』（1998年）
- 『地雷を踏んだらサヨウナラ』（1999年）
- TV『千年王国III銃士 ヴァニーナイツ』（1999年）
- 『19 (ナインティーン)』（2000年）
- OV『投稿性図鑑2』（2000年）
- OV『稲川淳二の餌食 』（2000年）
- OV『北島三郎 芸能40周年記念 約束』（2001年）
- 『11/09 '01 セプテンバー11 日本編』（2002年）
- 『武勇伝』（2003年）
- 『ROUTE58』（2002年）
- OV『自殺マニュアル2 中級編』（2003年）
- OV『キル・鬼ごっこ』
- 『八月のかりゆし』（2003年）
- 『自殺マニュアル THE SUICIDE MANUAL』（2003年）
- 『いつかA列車（トレイン）に乗って』（2003年）
- OV『HOKURO 〜百発病伝説〜』（2003年）
- 『最後の晩餐』（2004年）
- 『またの日の知華』（2004年）
- 『楳図かずお恐怖劇場 蟲たちの家』（2005年）
- 『楳図かずお恐怖劇場 絶食』（2005年）
- 『楳図かずお恐怖劇場 プレゼント』（2005年）
- 『楳図かずお恐怖劇場 Death-Make』（2005年）
- 『HINOKIO ヒノキオ（2004年）
- 『キャプテントキオ』（2007年）
- 『ITバブルと寝た女たち』（2007年）
- 『赤んぼ少女』（2007年）
- 『Girl's BOX ラバーズ・ハイ』（2008年）
- 『シネマ歌舞伎 人情噺 文七元結』（2008年）
- TV『ケータイ捜査官7』（2008年）
- 『板尾創路の脱獄王』（2009年）
- OV『屍病汚染 DEAD RISING』（2010年）
- 『カラスの親指』（2012年）
- 『野球部員、演劇の舞台に立つ!』（2018年）
- OV『日本統一』39 - （2020年 - ）
- OV『日本統一外伝〜山崎一門〜』（2020年）
- OV『日本統一外伝 田村悠人』1・2（2021年）
- 『劇場版 山崎一門〜日本統一〜』（2022年）[1]
- TV『連続ドラマ「日本統一 北海道編」』（2022年、UHB北海道文化放送）[2]